# كريم منصوري
كريم منصوري، من قراء وحفّاظ القرآن الإيرانيين الشيعة البارزين. شارك بتلاوة القرآن في العديد من المحافل القرآنية الداخلية و الدولية، حاز على المراتب الأولى في عدة مسابقات دولية ومحلية.

## نشأته
ولد كريم منصوري في مدينة عبادان (آبادان) سنة 1347 ش، واصل دراسته إلى المرحلة الجامعية، بدأ بالمشاركة في الدروس القرآنية منذ عام 1359 ش، استطاع في حدود 11 شهر حفظ القرآن الكريم، حصل في سفره إلى مصر على شهادة تلاوة القرآن الكريم من مجمع القرآء المصريين. ويعمل حاليأ في وزارة الخارجية الإيرانية.

## أنشطته
شارك كريم منصوري بتلاوة القرآن الكريم في العديد من المحافل القرآنية على المستوى الداخلي و الخارجي، من أبرزها مشاركته لحفل افتتاحية مؤتمر العالم الإسلامي في إيران عام 1997 م
شارك في قراءة أوائل آيات سورة يوسف التي تعرض في شارة بدية المسلسل التلفزيونية الإيرانية يوسف الصديق، سافر إلى العديد من الدول للمشاركة القرآنية كالمغرب والسعودية وعمان وسوريا.

### المسابقات القرآنية الداخلية
حاز مرتين على المرتبة الثانية في المسابقات القرآنية على المستوى الداخلي لإيران
كما حاز على المرتبة الأولى في حفظ كل القرآن الكريم في المسابقات القرآنية على المستوى الداخلي.

### المسابقات القرآنية الدولية
- حاز على الرتبة الثانية في المسابقات القرآنية الدولية في ماليزيا عام1369 ش
- حاز على الرتبة الثانية في المسابقات القرآنية الدولية في السعودية عام1371 ش
- حاز على الرتبة الأولى في المسابقات القرآنية الدولية في إيران عام 1376 ش

## وصلات خارجية
- كريم منصوري